# Charles Schroeder
Pour les articles homonymes, voir Schroeder.
Charles Robbins Schroeder (le 29 juillet 1901 à New York - 21 mars 1991 à San Diego), vétérinaire de nationalité américaine, fut le directeur du Zoo de San Diego (1954-1972).

## Activités
Charles Schroeder est employé en tant que vétérinaire et pathologiste du Zoo de San Diego de 1932 à 1937.
Il fut recruté par le Zoo du Bronx à New York en 1937 avant d'être, de nouveau, engagé au Zoo de San Diego de 1939 à 1941 comme directeur de l'hôpital du zoo.
Il sera considéré comme le fondateur de la recherche sur la pathologie des animaux sauvages, par tout le domaine zoologique, en découvrant, entre autres, le premier cas d'allergie alimentaire chez un animal sauvage (Marie, la femelle morse du zoo) ainsi que la cause de dépigmentation des flamants roses.
Charles Schroeder prend le poste de directeur du Zoo de San Diego le 1er janvier 1954. Il ouvre le 30 juin 1957 le zoo pour enfants à l'intérieur du zoo principal, sur le modèle de celui du Zoo du Bronx.
Il sera connu pour l'évolution de la philosophie du parc zoologique. Littéralement appelé « Mister Zoo » par tous les directeurs de zoo, celui qui détestait les clôtures et les animaux enfermés insufflera toute la modernité du parc zoologique : des faux rochers en passant par les mises en scène, les fossés de séparation, et l'arrivée toujours grandissante de nouvelles espèces. Charles Schroeder va faire du Zoo de San Diego ce qu'il était au début des années 1970 lorsqu'il avait acquis une renommée dans tout le pays comme étant la plus grande collection au monde d'animaux sauvages, avec plus de 5000 spécimens de 1664 espèces et sous-espèces.
Charles Schroeder développa réellement la nouvelle philosophie du Zoo de San Diego basée sur la conservation d’espèces rares et ceci dans des conditions optimales. Pour lui, les animaux captifs devenaient les ambassadeurs de leurs cousins sauvages et ils se devaient d’avoir les meilleures conditions de vie possibles et, à l’heure où la plupart des zoos présentaient leurs pensionnaires dans quelques mètres carrés de béton, lui commençait déjà à mixer les espèces, repoussait la taille des volières et développait le principe d’enclos sans barrières à la place de cages. Il fut aussi le premier à comprendre que, pour que sa collection zoologique s’embellisse de spécimens toujours plus rares, l’échange d'animaux entre parcs zoologiques internationaux devait se multiplier.
La touche finale des activités de cet homme sera, sans aucun doute, la création du Wild Animal Park de San Diego. Il s'est rendu compte que plus d'espace sera nécessaire si le zoo devait continuer à se développer.
Sous l'influence de Charles Schroeder, la Société Zoologique de San Diego a créé un parc où les animaux se déplaceraient en troupeaux et cela sur des espaces de plusieurs dizaines d'hectares. En 1969, le président de la société zoologique, Anderson Borthwick, signe un accord avec le maire de San Diego, Frank Curran, pour établir un sanctuaire sauvage sur le Comté de San Diego.
Ainsi le 14 mai 1969, les premiers travaux de construction d'un nouveau parc, d'une superficie de l'ordre de 700 hectares, commencent dans la vallée de San Pasqual, à Escondido.
Charles Schroeder, dans le but de créer un parc écologique, refuse le concept de safari en voiture pour le Wild Animal Park et met en avant l'idée d un monorail électrique totalement silencieux.
Le parc ouvrit en mai 1972, trois mois seulement avant son départ en retraite.
En 1972, Charles Schroeder se retire de la direction du Zoo et du Wild Animal Park de San Diego.

## Chronologie

### Diplômes
- 1929 : doctorat en médecine vétérinaire, Université d'État de Washington

### Carrière
- 1929-1932 : vétérinaire aux Laboratoires Lederle, à Pearl River, dans l'État de New York
- 1932-1937 : vétérinaire et pathologiste au Zoo de San Diego
- 1937-1939 : vétérinaire au zoo du Bronx, à New York
- 1939-1941 : directeur de l'hôpital du Zoo de San Diego
- 1941-1953 : directeur de recherche clinique vétérinaire aux Laboratoires Lederle, à Pearl River, dans l'État de New York
- 1954-1972 : directeur du Zoo de San Diego
- 1972 : directeur du Wild Animal Park de San Diego
- 1974 : directeur par intérim du Zoo de Los Angeles